# Edward William Pritchard
Pour les articles homonymes, voir Pritchard.
Edward William Pritchard, né le 6 décembre 1825 et mort le 28 juillet 1865, est un médecin britannique qui est reconnu coupable du meurtre de sa femme et de sa belle-mère en les empoisonnant. Il est également soupçonné du meurtre d'une servante, mais n'a jamais été jugé pour ce crime.
Il est la dernière personne à être publiquement exécutée à Glasgow.